# 物部伊莒弗
物部 伊莒弗（もののべ の いろふつ、いこふつ、生没年不詳）は、古墳時代の豪族・物部連の人物。姓は連。『先代旧事本紀』では伊香井宿禰（いかいのすくね）とも記される。

## 概要
『先代旧事本紀』「天孫本紀」によれば、宇摩志麻治命10世の孫で、履中・反正天皇の時代に大連になり、石上神宮を奉斎したとされる。また『日本書紀』には、履中天皇のつくった磐余の都に於いて、平群木菟宿禰・蘇我満智宿禰・円（つぶら）大使主とともに国事を執ったとある。『公卿補任』にも履中朝において執政に任官したとある。

## 系譜
父は五十琴宿禰、母は同族の多遅摩連公の娘である香児媛とされ、倭国造の祖・比香賀君の玉彦媛・岡陋媛の姉妹を妻とし、巫部連、文島連、須佐連らの祖・真椋連公と依羅連、柴垣連らの祖・布都久留連公、目大連公、鏡作氏、氷軽馬連らの祖・鍛冶師連公、新家連、穂組連、多芸連らの祖・竺志連を生んだ。